# Elizabeta Granovska
Elizabeta Granovska ali Elizabeta Piliška (poljsko Elżbieta Granowska z Pileckich/Elżbieta z Pilczy) je bila soproga poljskega kralja Vladislava II. in kot taka od leta 1417 do 1420 poljska kraljica in velika litovska kneginja, * okoli 1372, † 12. maj 1420, Krakov, Poljska.

## Otroštvo in prva poroka
Elizabeta je bila edinka sandomjerškega vojvode Otona Piliškega in Jadvige Melštinske, botre kralja Vladislava II. Elizabetin stric Spitek Melštinski jue bil vplivna oseba na Jagelovem dvoru. Po očetovi smrti leta 1384 ali 1385 je nasledila velike posesti, vključno s Pilico in Lancutom.
Verodostojnost njenega dramatičnega zgodnjega življenja, kot ga je opisal Jan Długosz, je  dvomljiva, ker je brez datumov in ga ne potrjuje noben drug vir. Opis je morda izmišljen, da bi diskreditiral nepriljubljeno kraljico. Długosz omenja, da je Elizabeto ugrabil Wiseł Czambor z Moravskega, da bi se z njo morda poročil in se polastil njenega premoženja. Ko je Czambor prišel v Krakov, ga je njegov sorodnik Jan (Jańczyk) Jičinski ubil in kasneje dobil kraljevo dovoljenje, da se z Elizabeto poroči. Ali se je z Elizabeto poročil Czambor ali Jan, če se je sploh poročila, ni jasno, vsekakor pa je kmalu ovdovela.
Okoli leta 1397 se je Elizabeta poročila z Vincencom  Granowskim, kastelanom  Nakła in vdovcem s tremi sinovi. Poroka je spodbudila moževo kariero. Pošiljali so ga na diplomatske misije k Tevtonskemu viteškemu redu in češkemu kralju Venčeslavu IV. Leta 1409 je postal velikopoljski starosta in leta 1410 poveljeval svoji četi v bitki pri Grunwaldu. Konec leta 1410 je nenadoma umrl. Domnevalo se je, da je bil zastrupljen. Elizabeta je imela z njim dva sinova in tri hčere.

## Poroka z Vladislavom II. Jagelom
Marca 1416 je kraljica Ana Celjska umrla in kralju pustila hčerko Hedviko. Poljsko plemstvo je kralja spodbudilo k ponovni poroki, tako zaradi političnih razlogov kot zaradi moškega dediča. Veliki litovski vojvoda Vitautas je predlagal poroko s svojo vnukinjo Marijo Vasiljevno, hčerko moskovskega kneza Vasilija I. Sveti rimski cesar Sigismund mu je ponujal svojo nečakinjo, vojvodinjo Elizabeto Luksemburško. Kraljeva odločitev, da se bo poročil z Elizabeto Granovsko, vdovo srednjih let z malo političnimi zvezami in škandalozno preteklostjo, je bila veliko presenečenje. Škof Stanislav Ciołek jo je imenoval "svinja",  drugi pa so bili zgroženi nad njeno starostjo. Vladislav in Elizabeta sta se poročila 2. maja 1417 v Sanoku, njeno kronanje pa je bilo zaradi odpora poljskega plemstva šele 19. novembra 1417. Plemstvo je trdilo, da je prava kraljica princesa Hedvika, in da je Elizabeta Vladislavova "duhovna sestra", ker je bila njena mati Vladislavova stara mati. Vladislav je dobil dovoljenje za poroko na Konstanškem koncilu.
Zdi se, da je bil zakon kljub političnemu neodobravanju srečen. Elizabeta je svojega moža pogosto spremljala na različnih potovanjih, vendar je imela malo političnega vpliva. V začetku leta 1419 je zbolela, verjetno za tuberkulozo, in imela težave pri spremljanju moža na njegovih potovanjih. Umrla je maja 1420 in bila pokopana v Vavelski stolnici. Njeno truplo so pozneje pokopali neznano kje, da bi naredili prostor za Štefana Báthoryja.

## Otroci
Elizabeta je imela z Vincencom Granowskim pet otrok:
- Jadvigo, poročeno z Janom Leksandrowicem
- Otona
- Elizabeto, poročeno z opolskim vojvodom Bolkom V.
- Jana Piliškega, krakovskega kastelana
- Ofko, ženo Jana (Jančika) Jičinskega

## Vir
- Duczmal, Małgorzata (2012). Jogailaičiai (v litovščini). Prevod: Birutė Mikalonienė; Vyturys Jarutis. Vilnius: Mokslo ir enciklopedijų leidybos centras. ISBN 978-5-420-01703-6.

| Elizabeta Granovska Rojen: 1372 Umrl: 12. maj 1420 |                                 |                             |
| Nazivi za člane kraljevske družine                 |                                 |                             |
| Predhodnik: Ana Celjska                            | Kraljica žena Poljske 1417–1420 | Naslednik: Zofija Halšanska |